# Meng You
En aquest nom xinès, el cognom és Meng (孟).
Meng You és un personatge de ficció de la novel·la històrica del segle xiv del Romanç dels Tres Regnes de Luo Guanzhong. N'era el germà menor del Rei Nanman Meng Huo i de Meng Jie. Durant la Campanya del Sud de Shu propiciada per Zhuge Liang, Meng You va lluitar contra aquesta. Després que Meng Huo en continuava perdent moltes batalles contra Shu, va demanar l'ajuda del Rei Duosi, que llavors usà la tàctica del deu d'aigua contra Zhuge Liang. Meng You acabà més tard prometent lleialtat a Zhuge Liang, juntament amb el seu germà.

## Informació personal fictícia
- Germans
  - Meng Huo
  - Meng Jie